# Zbrodnie niemieckie na warszawskim Powiślu (1944)
Zbrodnie niemieckie na warszawskim Powiślu (1944) – zbrodnie wojenne popełnione przez oddziały niemieckie podczas walk prowadzonych na północnym Powiślu w trakcie powstania warszawskiego 1944 roku.
Od pierwszych dni powstania Niemcy dopuszczali się zbrodni na jeńcach i cywilnej ludności dzielnicy. Po upadku Powiśla oddziały Reinefartha i Dirlewangera zlikwidowały znajdujące się tam powstańcze szpitale, kilkukrotnie dokonując przy tym egzekucji pacjentów i personelu. W tym samym czasie wśród mordów, gwałtów i grabieży wypędzono z Powiśla ocalałą ludność cywilną.

## Powiśle północne w sierpniu 1944

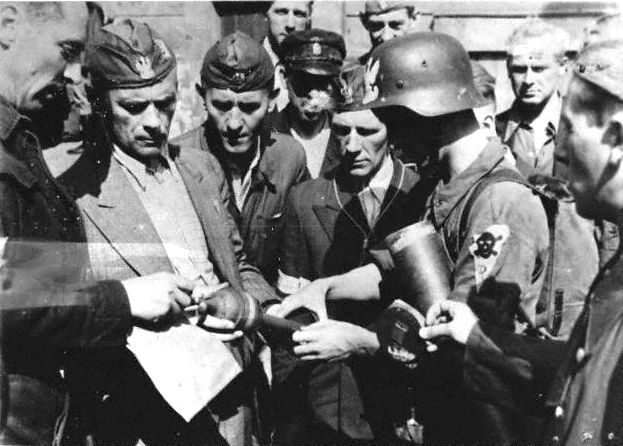
Kapitan „Krybar” wraz z żołnierzami swojego zgrupowania

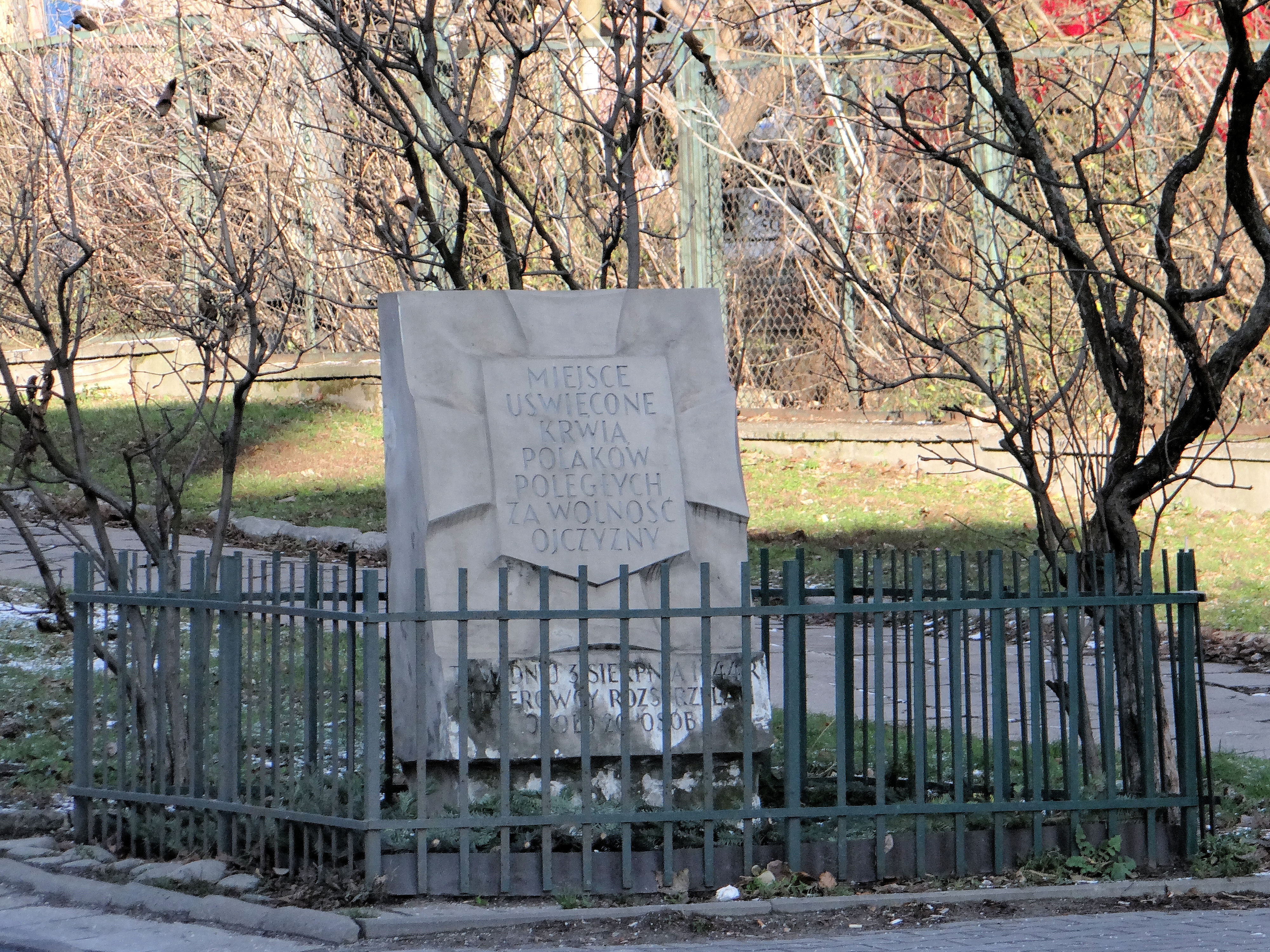
Tablica upamiętniająca ofiary egzekucji przy ul. Dobrej 96

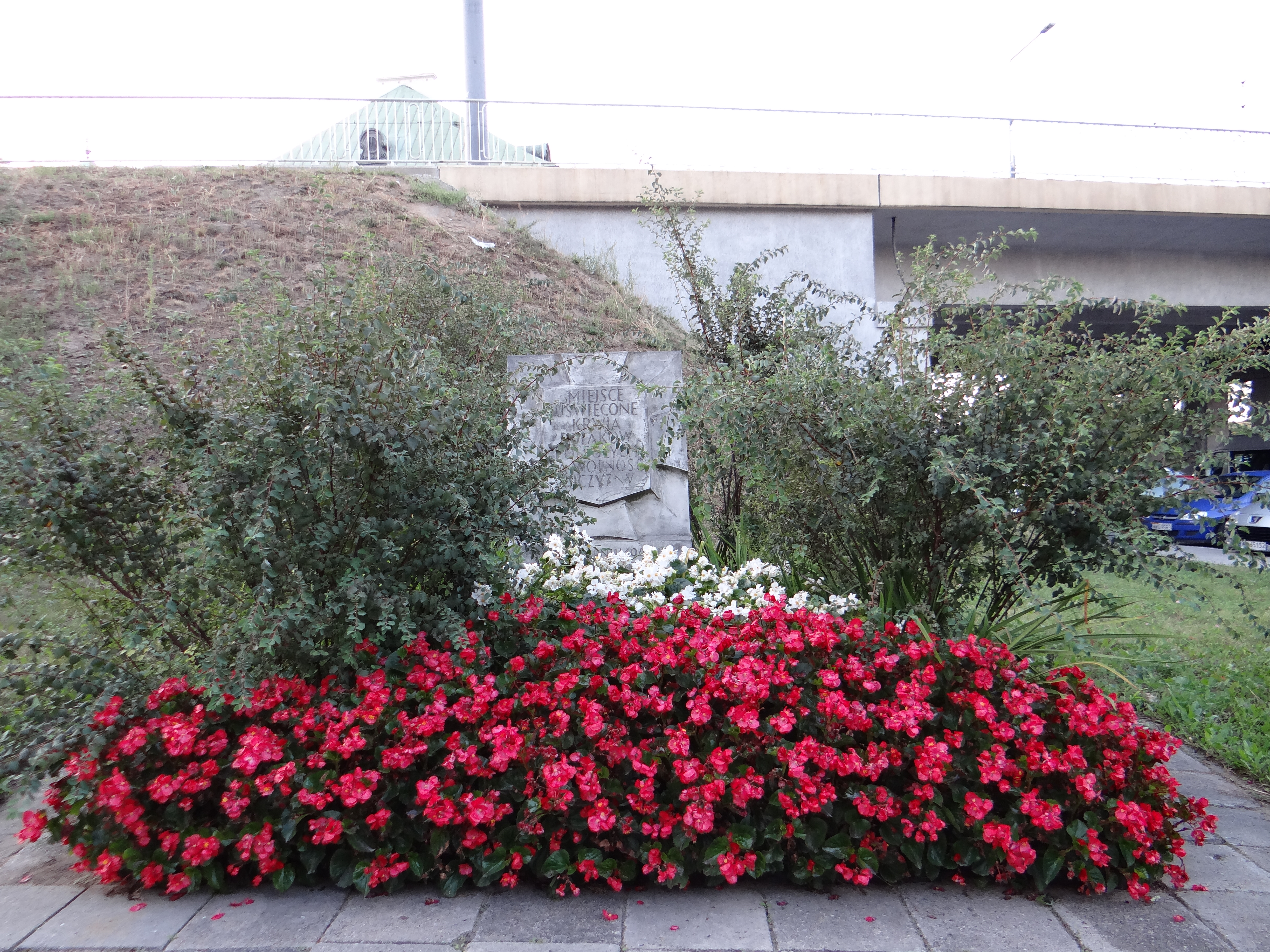
Tablica upamiętniająca zamordowanych mieszkańców Domu Profesorskiego przy ul. Nowy Zjazd

W godzinie „W” oddziały Armii Krajowej zaatakowały szereg niemieckich obiektów na Powiślu północnym. Owe natarcia zakończyły się umiarkowanym powodzeniem. W dniach 1–2 sierpnia 1944 żołnierze AK opanowali znaczną część dzielnicy, w tym elektrownię na Powiślu oraz gmach Związku Nauczycielstwa Polskiego przy ul. Smulikowskiego. Szczególne znaczenie miało zwłaszcza zdobycie elektrowni, gdyż zapewniono w ten sposób stały dopływ energii elektrycznej do powstańczych drukarni i warsztatów zbrojeniowych. Niepowodzeniem zakończyły się natomiast natarcia na dwa kluczowe pod względem strategicznym mosty: most średnicowy i most Poniatowskiego. W rękach Niemców pozostały także placówki nad brzegiem Wisły oraz dominujące nad całą dzielnicą pozycje na skraju skarpy warszawskiej – tj. kompleks budynków Uniwersytetu Warszawskiego, Pałac Rady Ministrów, Hotel Bristol oraz gmach Muzeum Narodowego. Przez większą część sierpnia Powiśle nie było objęte poważniejszymi walkami. Głównym celem Niemców było bowiem w tym czasie odblokowanie arterii wolskiej oraz opanowanie Starego Miasta. Na przełomie sierpnia i września 1944 żołnierze Zgrupowania „Krybar” dwukrotnie przeprowadzili bezskuteczne szturmy na kompleks gmachów uniwersytetu.
Niemniej od 2 sierpnia nieprzyjaciel podejmował wypady na „ziemię niczyją” oraz usuwał ludność cywilną z tych kwartałów Powiśla, które wciąż pozostawały pod niemiecką kontrolą (ulice Bednarska, Mariensztat, Nowy Zjazd oraz ich najbliższe okolice). Działaniom tym towarzyszyły mordy, gwałty, podpalenia i grabieże. 3 sierpnia w domu przy al. 3 Maja nr 2 Niemcy ujęli kilkudziesięciu żołnierzy z 1138 i 1139 plutonów III Zgrupowania AK „Konrad” (wcześniej wobec beznadziejnego położenia ukryli oni broń i wmieszali się w ludność cywilną). Prawdopodobnie jeszcze tego samego dnia 19 jeńców zostało rozstrzelanych pod wiaduktem Mostu Poniatowskiego. Pozostałych powstańców, którym nie zdołano udowodnić udziału w walkach, przez ponad dwa tygodnie przetrzymywano w jednej wieżyczek mostu, a następnie wywieziono do obozu koncentracyjnego Stutthof. 2 lub 3 sierpnia pod parkanem przy ul. Dobrej 96 Niemcy rozstrzelali 24 osoby, w tym 12-letniego chłopca. Z kolei 3 sierpnia wieczorem żołnierze niemieccy wysiedlili mieszkańców tzw. Domu Profesorskiego przy ul. Nowy Zjazd 5, uprowadzając przy tym kilkunastu mężczyzn; zostali oni rozstrzelani w pobliżu Domu Schichta przy ul. Nowy Zjazd 1 lub przy ul. Dobrej. W gronie ofiar znaleźli się m.in. profesorowie Uniwersytetu Warszawskiego: Józef Rafacz, Wacław Roszkowski, Andrzej Tretiak i Eugeniusz Wajgiel. Z powodu niemieckiego terroru na terenie powstańczego Powiśla schroniło się blisko 8 tys. uchodźców z sąsiednich dzielnic.
Polskie plany przewidywały, że po wybuchu powstania w dyspozycji służb sanitarnych AK znajdzie się sześć szpitali znajdujących się na Powiślu lub w jego bezpośrednim sąsiedztwie – tj. Szpital Ubezpieczalni Społecznej (ul. Solec 93), Szpital Dziecięcy (ul. Kopernika 43), Szpital PCK (ul. Smolna 6), Szpital św. Rocha (Krakowskie Przedmieście 24), Instytut Oftalmiczny (ul. Smolna 8) oraz Zakład Położniczo-Ginekologiczny (ul. Karowa 22). Przebieg pierwszych walk powstańczych znacząco zweryfikował jednak owe przewidywania. Po 1 sierpnia aż trzy z sześciu wyżej wymienionych szpitali znalazły się na terenie kontrolowanym przez Niemców (Szpital Ubezpieczalni Społecznej, Szpital św. Rocha, Zakład Położniczo-Ginekologiczny), podczas gdy oba zakłady przy ul. Smolnej znalazły się na „ziemi niczyjej” i były narażone na stałe ataki nieprzyjaciela. W efekcie służby sanitarne Zgrupowania „Krybar” były zmuszone zorganizować na Powiślu szereg improwizowanych punktów sanitarnych.
Od pierwszych dni powstania Niemcy dopuszczali się poważnych naruszeń prawa wojennego w stosunku do pacjentów i personelu polskich szpitali. 1 sierpnia żołnierze niemieccy ostrzelali i obrzucili granatami patrol sanitarny ss. Urszulanek z klasztoru przy ul. Gęstej („Szary Dom”), spieszący z pomocą cywilowi ranionemu przy ul. Browarnej. Cztery zakonnice poniosły wówczas śmierć, a kierująca patrolem s. Jana Płaska została ciężko ranna. Tego samego dnia przy ul. Gęstej zginął ks. Tadeusz Burzyński, którego Niemcy zastrzelili gdy udzielał ostatniego namaszczenia postrzelonemu na ulicy człowiekowi. 4 sierpnia Niemcy spalili Instytut Oftalmiczny, na skutek czego personel i pacjenci byli zmuszeni przenieść się do Zakładu św. Kazimierza przy ul. Tamka 35, a stamtąd do gmachu byłego poselstwa Japonii przy ul. Pierackiego 10 (obecnie ul. Foksal). Z kolei Szpital PCK od 3 sierpnia był ostrzeliwany przez niemieckie placówki przy Moście Poniatowskiego oraz pociąg pancerny kursujący po torach kolei średnicowej. 6 sierpnia do szpitala wkroczyli niemieccy żołnierze, którzy przystąpili do rabunku i znęcania się nad rannymi. Pacjentów zdolnych do poruszania się o własnych siłach spędzono do szpitalnego holu i rozpoczęto przygotowania do egzekucji. Masakrę zdołał jednak powstrzymać dyrektor szpitala, dr Henryk Cetkowski, który okazał Krzyż Żelazny I klasy otrzymany za służbę w szeregach kajzerowskiej armii, po czym nienaganną niemczyzną oświadczył, iż wstydzi się nosić to odznaczenie skoro niemiecka armia nie przestrzega prawa wojennego. Pod wrażeniem jego postawy niemiecki oficer odwołał egzekucję i zezwolił, aby szpital został ewakuowany na teren kontrolowany przez powstańców. Rannych i personel w większości przeniesiono do budynku przy ul. Pierackiego 3/5 (dziś Dom Dziennikarza), a pozostałych dla których zabrakło miejsca – do laboratorium kosmetycznego przy ul. Kopernika 11/13.
Gorszy los spotkał powstańczy punkt opatrunkowy przy ul. Furmańskiej 12, który około 8 sierpnia został opanowany przez kryminalistów z pułku Dirlewangera. Początkowo Niemcy zamierzali wymordować wszystkich przebywających tam Polaków. Egzekucję w ostatniej chwili wstrzymano, ale szpital został podpalony, a ranni i personel zmuszeni byli koczować całą noc na ulicy. Ewakuacja szpitala nastąpiła następnego dnia. Dirlewangerowcy zabili wówczas kilku rannych, a pozostałych wykorzystali jako „żywe tarcze”, chcąc uniknąć w ten sposób powstańczego ostrzału od strony ulic Karowej i Bednarskiej. Personel i ocalałych rannych przeniesiono następnie do budynku Towarzystwa Dobroczynności „Res Sacra Miser” na Krakowskim Przedmieściu (prowadzonego przez ss. Szarytki). Sanitariuszki przebywały tam w stałym zagrożeniu gwałtem ze strony dirlewangerowców i zdemoralizowanych żołnierzy Legionów Wschodnich. W okolicach 20 sierpnia Niemcy rozstrzelali w pobliżu gmachu około 15 polskich cywilów, a także zamordowali kilku rannych mężczyzn leżących w kaplicy Towarzystwa Dobroczynności. Dopiero kilka dni po upadku Starego Miasta rannych i personel ewakuowano z Warszawy.

## Niemiecki szturm na Powiśle

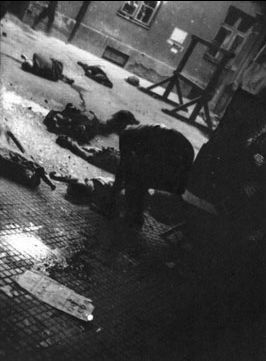
Ofiary niemieckiego nalotu (rejon ul. Tamka)

Na początku września 1944 niemieckie dowództwo poważnie obawiało się, iż Armia Czerwona może wznowić ofensywę na kierunku warszawskim, co w obliczu trwającego w mieście powstania mogło zakończyć się odcięciem oddziałów Wehrmachtu broniących przedmościa praskiego. Po zdobyciu Starówki (2 września) Niemcy postanowili skierować gros wysiłków na zabezpieczenie zachodniego brzegu Wisły oraz odblokowanie arterii komunikacyjnej wiodącej przez Al. Jerozolimskie. W owym czasie nad rzeką lub w bliskiej odległości jej brzegów znajdowało się kilka powstańczych redut (Puszcza Kampinoska, Żoliborz, Powiśle północne, Powiśle Czerniakowskie, Górny Mokotów). Jako pierwszy cel natarcia Niemcy wybrali Powiśle północne. Wybór ten był podyktowany newralgicznym położeniem tej dzielnicy (między Mostem Kierbedzia a Mostem Poniatowskiego), jak również faktem, iż jej niska i częściowo drewniana zabudowa sprzyjała stronie atakującej.
3 września od wczesnych godzin porannych Powiśle było intensywnie ostrzeliwane i bombardowane przez niemiecką artylerię i lotnictwo.Ofiarą silnych nalotów lotniczych padło także Śródmieście. Tego dnia niemiecka piechota przeprowadziła pierwsze natarcia na polskie pozycje, chwilowo niezbyt silne. 4 września niemiecka Grupa Bojowa „Reinefarth” rozpoczęła generalny szturm na Powiśle. Natarcie poprzedziło wielogodzinne przygotowanie artyleryjskie, w wyniku którego ostatecznie przestała funkcjonować ciężko zbombardowana elektrownia. Niemieckie naloty spowodowały również olbrzymie zniszczenia w Śródmieściu. Około godziny 11:00 niemiecka piechota wsparta przez działa pancerne z kilku stron uderzyła na powstańcze linie obrony. Od północy, wzdłuż Wybrzeża Kościuszkowskiego oraz ulic Dobrej i Browarnej, atakowała grupa szturmowa Oskara Dirlewangera. Od strony zachodniej – z rejonu Krakowskiego Przedmieścia – natarcie prowadziła grupa szturmowa pułkownika Willego Schmidta (wsparta przez załogę uniwersytetu). Uaktywniły się także niemieckie placówki w rejonie Muzeum Narodowego i obu mostów, dowodzone przez majora Wolffa (tzw. Kampfgruppe „Wolf”). Przeważającym liczebnie i technicznie siłom nieprzyjaciela dowództwo AK mogło przeciwstawić tylko ok. 1200 – 1400 słabo uzbrojonych powstańców ze Zgrupowania „Róg” i Zgrupowania „Krybar”. Byli oni zmuszeni bronić długiej na blisko 3500 metrów linii frontu – w dodatku w terenie, którego zabudowa sprzyjała zdecydowanie stronie atakującej (powierzchnia powstańczego Powiśla wynosiła 0,83 km²).
Pierwsze natarcia nie przyniosły Niemcom poważniejszych sukcesów. Sztab niemieckiej 9. Armii meldował, że „broniącemu się z determinacją przeciwnikowi trzeba było wydzierać każdy metr terenu” (5 września). Z kolei SS-Obergruppenführer Erich von dem Bach-Zelewski odnotował swoim dzienniku: „Polacy walczą jak bohaterowie. Czas nagli ze względu na bolszewików, jednak nie daje się przyspieszyć”. 5 września nastąpiło jednak przesilenie. Tego dnia Niemcom udało się opanować znaczną część Powiśla aż po ul. Drewnianą. Dotkliwą porażką była utrata ruin elektrowni, skąd po zaciekłej walce został wyparty oddział kapitana „Cubryny”. Powstańcze zgrupowania były już poważnie wykrwawione, kończyła się amunicja. Nocą uprzedzona przez powstańców ludność Powiśla rozpoczęła ewakuację do Śródmieścia. 6 września Niemcy przeprowadzili niszczące naloty na obszar zamknięty Tamką i mostem średnicowym. Kontynuowanie obrony Powiśla nie rokowało już żadnych szans powodzenia więc major Stanisław Błaszczak ps. „Róg” był zmuszony zarządzić odwrót na skarpę. Pod silnym naciskiem nieprzyjaciela obrońcy Powiśla wycofali się ulicami Tamka, Ordynacka, Szczygła i Pierackiego do Śródmieścia Północnego. Wraz z nimi dzielnicę opuściła też część ludności cywilnej. Do końca dnia w rękach Niemców znalazło się praktycznie całe Powiśle północne. 7 września oddziały niemieckie osiągnęły linię Nowego Światu.

## Masakry w szpitalach powstańczych
30 sierpnia 1944 rządy USA i Wielkiej Brytanii zgodziły się uznać oficjalnie Armię Krajową za integralną część Polskich Sił Zbrojnych, której przysługują pełne prawa kombatanckie. Z kolei 3 września 1944 Deutsche Nachrichtenbüro nadało komunikat, w którym ogłoszono, iż również Niemcy uznają prawa kombatanckie żołnierzy AK. Mimo tych zapewnień po upadku Powiśla oddziały Grupy Bojowej „Reinefarth” dopuściły się szeregu zbrodni na pacjentach i personelu powstańczych szpitali.

### Szpital powstańczy przy ul. Tamka 3

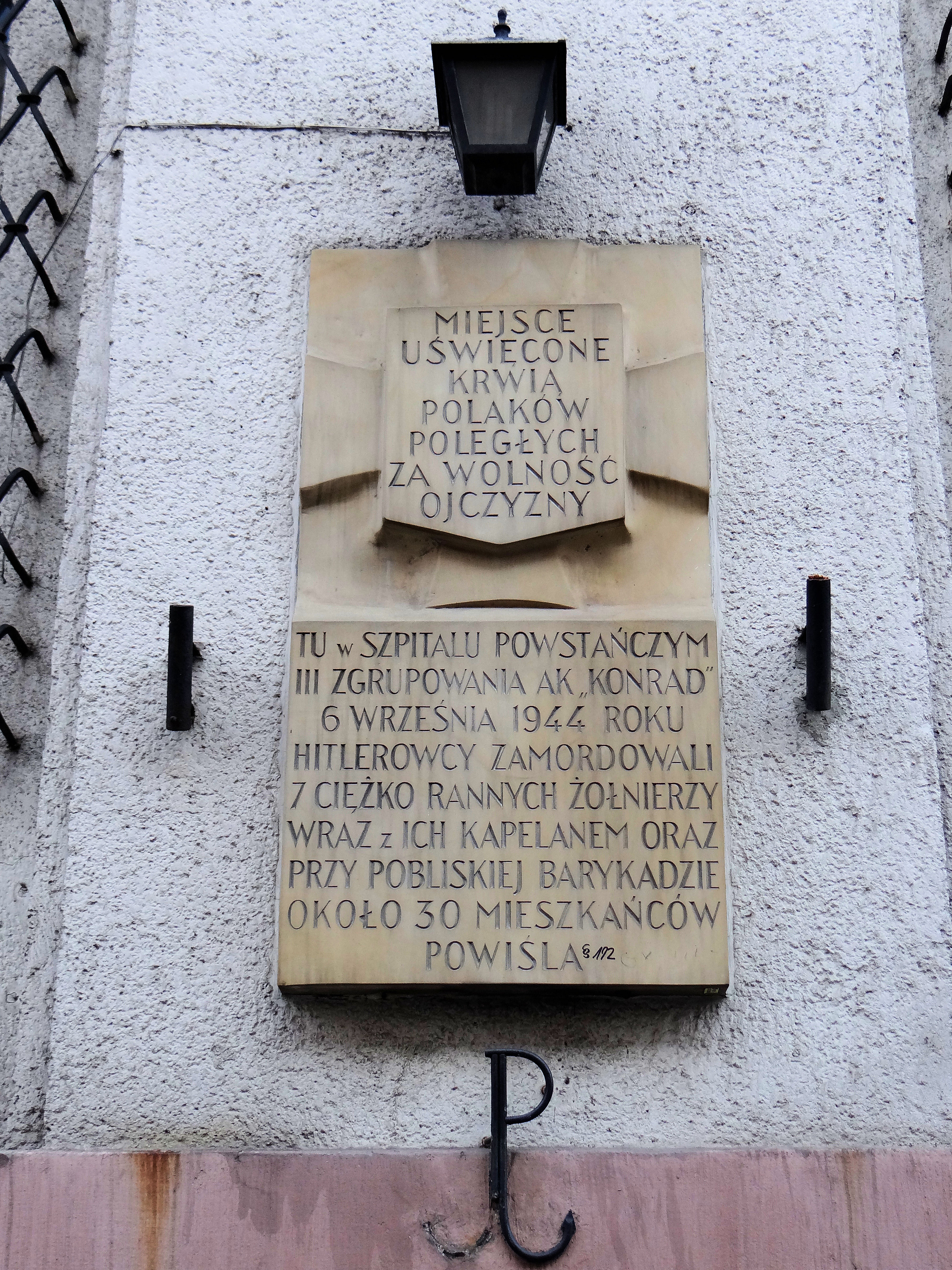
Tablica upamiętniająca ofiary masakry w szpitalu przy ul. Tamka 3

W gmachu Ubezpieczalni Społecznej przy ul. Smulikowskiego mieścił się główny szpital Zgrupowania AK „Konrad”, kierowany przez dr Bolesława Bartenbacha ps. „Teofil”. Szpital przyjmował również pacjentów cywilnych. Pod koniec sierpnia, w związku z nasilającym się ostrzałem wroga, szpital przeniesiono do piwnic budynku firmy „Alfa-Laval” przy ul. Tamka 3 róg Smulikowskiego (mogło się tam pomieścić ok. 60 rannych). Wobec postępów niemieckiego natarcia już 5 września rozpoczęto ewakuację lżej rannych w górę Tamki.
6 września około godziny 12:00 na ulicę Smulikowskiego wkroczyli esesmani z pułku Dirlewangera. Niemiecki oddział prowadził przed sobą „żywą tarczę”, złożoną z trzydziestu polskich cywilów schwytanych wcześniej na Powiślu. W tym czasie w piwnicach szpitala przebywało już tylko 6 najciężej rannych żołnierzy, których stan nie pozwalał na ewakuację. Na noszach przed wejściem do szpitala pozostawiono także ciężko rannego Władysława Rewickiego, pracownika Ubezpieczalni Społecznej (inne źródła podają, że liczba pacjentów pozostawionych w szpitalu wynosiła ok. 9-11 osób). Z pacjentami pozostało ośmiu członków personelu (w tym siedem kobiet) oraz o. Michał Czartoryski OP – kapelan Zgrupowania „Konrad”.
Po wkroczeniu na teren szpitala esesmani zażądali wydania zapasów morfiny i spirytusu. Polskie sanitariuszki zabrali najpierw do swojego punktu sanitarnego, a następnie dołączyli do tłumu wysiedlanej ludności Powiśla. Pacjenci wraz z o. Czartoryskim pozostali natomiast w budynku „Alfa-Laval”. Niemiecki podoficer zapewnił, że ranni zostaną wkrótce ewakuowani do szpitala w Sochaczewie. W rzeczywistości około godziny 15:00 wszyscy przebywający w szpitalu Polacy zostali zamordowani. Dokładny przebieg masakry nie jest znany. Pewien mężczyzna, którego Niemcy zmusili do pracy przy grzebaniu szczątków ofiar, twierdził, że pacjentów i zakonnika zamordowano przez wrzucenie granatów do piwnic szpitala. Inny świadek, podający się za osobę ocalałą z masakry, twierdził jednak, że ranni leżący na łóżkach i noszach zostali zamordowani strzałami pistoletów maszynowych. Następnie Niemcy mieli wyprowadzić ze szpitala o. Czartoryskiego i rozstrzelać go przy pobliskiej barykadzie. Zaraz po nim zamordowano ok. 30 cywilów z niepotrzebnej już „żywej tarczy”. Ciała wszystkich ofiar oblano benzyną i spalono.
13 czerwca 1999 roku papież Jan Paweł II dokonał w Warszawie beatyfikacji 108 polskich męczenników – ofiar II wojny światowej. W gronie beatyfikowanych znalazł się o. Michał Czartoryski.

### Szpital powstańczy przy ul. Drewnianej 8

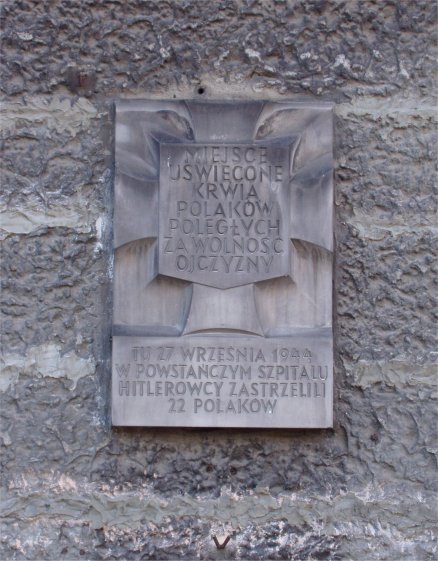
Tablica upamiętniająca ofiary masakry w szpitalu przy ul. Drewnianej

Szpital w budynku szkoły przy ul. Drewnianej 8 funkcjonował od 7 lub 8 sierpnia 1944. Kierownikiem szpitala był dr Adamski, a funkcję naczelnego chirurga pełnił dr Staniszewski. Początkowo szpital przyjmował głównie rannych cywilów, lecz z czasem zaczęto tam kierować również rannych powstańców – głównie żołnierzy 4. kompanii Zgrupowania „Krybar”. Na początku września trafiło tam również kilku rannych ewakuowanych ze Starego Miasta.
5 września, gdy stało się jasne, że ul. Drewniana wpadnie wkrótce w ręce Niemców, rozpoczęto ewakuację szpitala. Lżej rannych oraz część personelu przeniesiono w głąb Powiśla. W szpitalu pozostało jedynie 22 ciężko rannych oraz kilku członków personelu. Niektórzy świadkowie utrzymywali, że do całkowitej ewakuacji szpitala nie dopuścił jeden z lekarzy. Wśród ciężko rannych pacjentów miała bowiem znajdować się jego matka, której stan zdrowia mógł się pogorszyć w wyniku przenosin . Z budynku usunięto broń, mundury oraz wszystkie wojskowe akcesoria i emblematy, które mogłyby świadczyć o tym, iż w szpitalu leczono rannych powstańców. Po opanowaniu ul. Drewnianej Niemcy pozornie zaakceptowali tłumaczenia, iż szpital miał wyłącznie cywilny charakter. Przez blisko trzy tygodnie pacjenci i personel przebywali w niepewności na „ziemi niczyjej”. Co pewien czas niemieccy żołnierze nachodzili szpital, dokonując grabieży i grożąc wymordowaniem wszystkich rannych. Kilkukrotnie podłożyli także ogień w budynku (sanitariuszki wynosiły wówczas rannych i samodzielnie gasiły pożar). Niektórzy świadkowie zeznawali, że w tym okresie swoistą opiekę nad szpitalem roztoczył wcielony do Wehrmachtu Ślązak, który dostarczał pacjentom żywność i starał się podtrzymywać ich na duchu .
27 września Niemcy dokonali kolejnego najścia, które tym razem zakończyło się tragedią. Około godziny 14:00 esesmani z pułku Dirlewangera wtargnęli do piwnic szpitala, gdzie zastrzelili 22 ciężko rannych oraz matkę jednego z pacjentów . Ciała ofiar oblano benzyną i podpalono. Następnie z okrzykami „zrobimy tu krematorium” Niemcy pobiegli do szkolnego ogródka, gdzie zamordowali dwie sanitariuszki. W międzyczasie resztę personelu wśród krzyków i bicia wyprowadzono na szkolne podwórko i ustawiono pod murem. Egzekucję w ostatniej chwili powstrzymała interwencja niemieckiego oficera . Masakra w szpitalu przy ul. Drewnianej przyniosła łącznie 25 ofiar (inne źródła podają liczbę ofiar w przedziale od 18 do 29). W gronie zamordowanych znaleźli się m.in. dwaj ewakuowani uprzednio ze Starówki wyżsi oficerowie Zgrupowania „Radosław” – major Wacław Janaszek ps. „Bolek” (szef sztabu Zgrupowania) oraz kapitan Mieczysław Kurkowski ps. „Sawa” (oficer sztabu).

### Szpitale powstańcze przy ul. Pierackiego

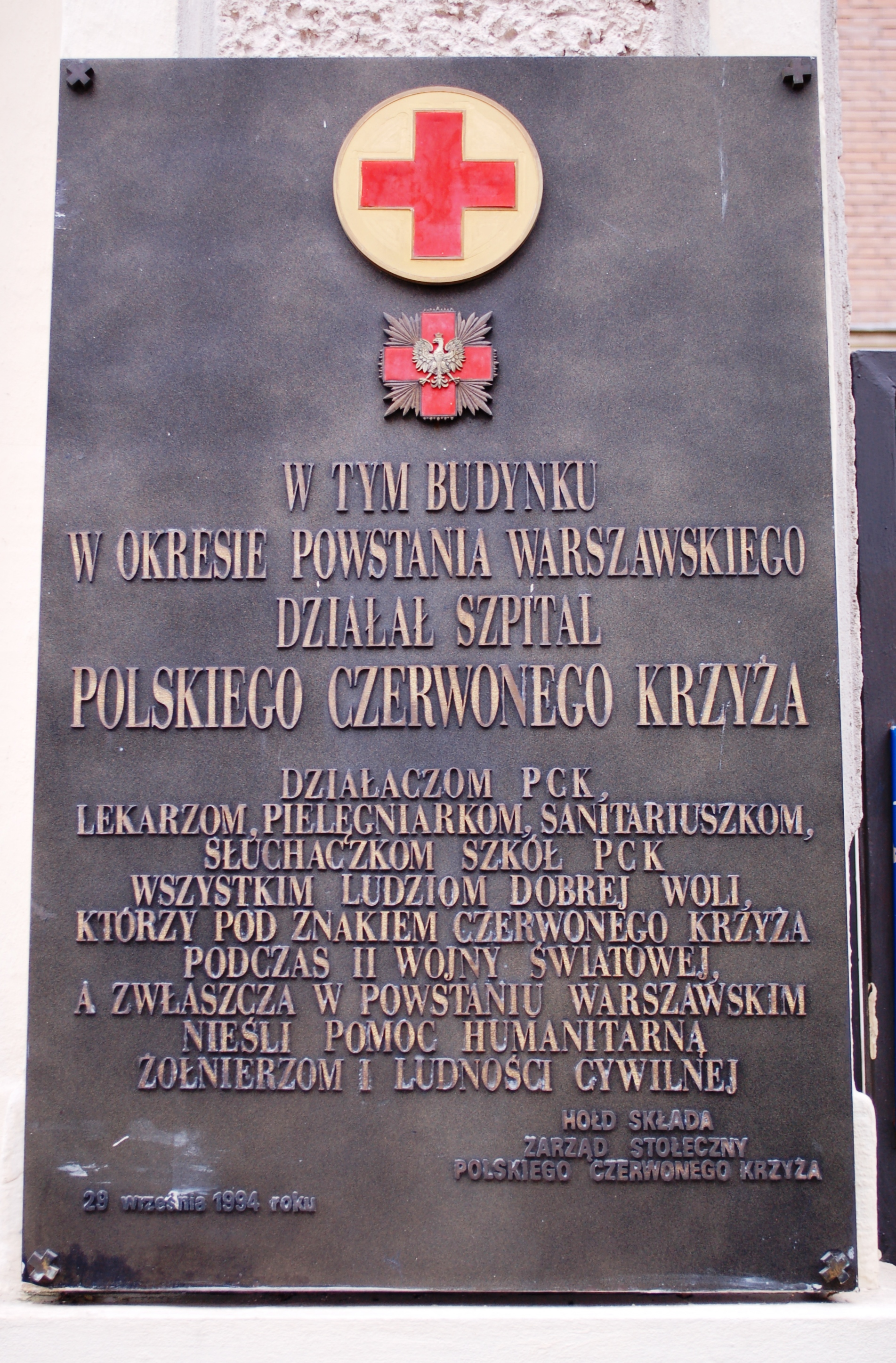
Tablica upamiętniająca działalność Szpitala PCK (ul. Foksal 3/5)

Do pomieszczeń budynku przy ul. Pierackiego 3/5 ewakuowano w sierpniu personel i pacjentów Szpitala PCK przy ul. Smolnej. W pobliskim budynku byłego Poselstwa Japonii (ul. Pierackiego 10) rozlokowano natomiast personel i pacjentów Instytutu Oftalmicznego, spalonego przez Niemców w pierwszych dniach powstania. W momencie upadku Powiśla w pierwszym szpitalu przebywało ok. 200 rannych, w drugim natomiast znajdowało się ok. 40 pacjentów. Obiema placówkami kierował dyrektor Szpitala PCK, dr Henryk Cetkowski.
6 września około godziny 15:00 rejon ul. Pierackiego znalazł się pod silnym ostrzałem niemieckiej artylerii. Niemieckie rakiety zapalające („krowy”/„szafy”) trafiły wówczas w szpital pod numerem 3/5. Około 120 rannych, leżących na parterze i na pierwszym piętrze, udało się wówczas ewakuować. Błyskawicznie rozprzestrzeniający ogień odciął jednak dostęp do górnych pięter. Miały miejsce dramatyczne sceny – pacjenci w obawie przed śmiercią w płomieniach skakali z okien wprost na bruk uliczny, a sanitariuszki trzeba było wręcz siłą powstrzymywać przed wchodzeniem na płonące piętra. Mimo wysiłków personelu spłonęło żywcem od 60 do 80 rannych. Niemieckie pociski zapaliły również szpital przy ul. Pierackiego 10 jednak obeszło się tam bez ofiar śmiertelnych.
Około godziny 19:00 rejon ulic Smolnej i Pierackiego został zajęty przez oddziały niemieckie (Kampfgruppe „Wolf”). Przez następne trzy dni pacjenci wyniesieni ze spalonych szpitali byli zmuszeni koczować bez pożywienia w pobliskim ogrodzie. Polski personel zmuszono do pracy przy budowie umocnień. Według niektórych źródeł Niemcy mieli także zastrzelić co najmniej kilku rannych. Ostatecznie dzięki wysiłkom dr Cetkowskiego udało się jednak uchronić pacjentów i personel przed wymordowaniem. 9 września za zgodą niemieckiego dowództwa ewakuowano rannych do szpitala zorganizowanego w wilii „Gloria” w Milanówku.

### Losy pozostałych szpitali
Szpital Dziecięcy przy ul. Kopernika 43 był jednym z najważniejszych szpitali powstańczych w rejonie Nowego Światu i Powiśla. Już w połowie sierpnia liczba przebywających tam rannych wzrosła do tego stopnia, że podjęto decyzję o utworzeniu filii szpitala. Została ona zorganizowana w kamienicy przy ul. Konopczyńskiego 5/7, a jej kierownictwo objął dr Stefan Żegliński (dotychczasowy zastępca komendanta Szpitala Dziecięcego). Pod jego opieką znalazł się także pobliski punkt opatrunkowy przy ul. Konopczyńskiego 3 (funkcjonujący od 6 sierpnia). Do szpitala przy ul. Konopczyńskiego 5/7 kierowano przede wszystkim rannych żołnierzy VIII Zgrupowania AK. 3 września na skutek pożaru wywołanego niemieckim ostrzałem rannych z budynku przy ul. Konopczyńskiego 3 przeniesiono do piwnicy kamienicy nr 5/7. W momencie upadku Powiśla w szpitalu znajdowało się ok. 180 rannych (powstańców i cywilów) .
W wielu źródłach można znaleźć informację, iż po zajęciu szpitala Niemcy wymordowali wszystkich rannych. W rzeczywistości po zajęciu kamienicy Niemcy zgromadzili w piwnicy wszystkich rannych, personel oraz mieszkańców domu. Rzucali przy tym granaty i strzelali na postrach w sufit. W tej dramatycznej sytuacji dr Żegliński i jego współpracownica dr Szymańska podjęli pertraktacje z żołnierzami. Udało im się odwieść Niemców od wymordowania rannych i uzyskać zgodę na ewakuację szpitala. Odchodząc żołnierze podpalili jednak kamienicę, przez co pacjenci i personel musieli koczować pod gołym niebem. Stamtąd po pewnym czasie przeniesiono ich do stajni na terenie Uniwersytetu Warszawskiego, a następnie za zgodą niemieckiego dowództwa ewakuowano z miasta. Doktor Żegliński zdołał uratować rannych powstańców, umieszczając ich dla niepoznaki pomiędzy rannymi cywilami .
Z powodu niemieckich nalotów powstańczy szpital przy ul. Tamka 4 został ewakuowany już 3 września. Ciężej rannych ewakuowano do szpitala przy ul. Konopczyńskiego lub do gmachu konserwatorium. Lżej ranni powrócili do oddziałów lub zostali przeniesieni do szpitala przy ul. Tamka 30.
Powstańczy szpital przy ul. Dobrej 22/24 już 3 września został zbombardowany przez niemieckie lotnictwo. Zginęło wówczas 17 osób, w tym dwie sanitariuszki. Następnego dnia budynek ponownie padł ofiarą nalotu. Pożar wywołany przez bomby zapalające uniemożliwił dalsze funkcjonowanie szpitala. Pacjenci zostali ewakuowani, m.in. do szpitala przy ul. Tamka 30.
6 września Niemcy zajęli niewielki szpitalik w Domu Opiekuńczym ss. Szarytek przy ul. Tamka 30, kierowany przez dr Jerzego Rowińskiego ps. „Jurand”. Przez następne dni personel i pacjenci nie byli niepokojeni przez Niemców, ale niebezpieczeństwo przyszło wkrótce z zupełnie innej strony. 14 września ostrzał sowieckiej artylerii spowodował pożar szpitala. Ksiądz Męcikowski z zakonu Palotynów zdołał wówczas uzyskać w niemieckim dowództwie zgodę na ewakuację pacjentów. Przy pomocy Wehrmachtu zostali oni ewakuowani na Wolę, a następnie wywiezieni z Warszawy. Ewakuacja trwała do 27 września.

## Zbrodnie na jeńcach i ludności cywilnej
W trakcie szturmu na północne Powiśle oddziały Grupy Bojowej „Reinefarth” dopuściły się licznych zbrodni na jeńcach wojennych oraz mieszkańcach dzielnicy. Wielokrotnie miały miejsce przypadki wykorzystywania ludności cywilnej w charakterze „żywych tarcz” osłaniających natarcia piechoty i broni pancernej. Schwytanych cywilów zmuszano także, aby w ogniu walki rozbierali barykady lub wynosili rannych Niemców z pierwszej linii frontu. Efektem owych niezgodnych z prawem międzynarodowym działań były liczne ofiary śmiertelne. W zajętych kwartałach Powiśla żołnierze niemieccy opróżniali zdobyte domy z mieszkańców i natychmiast podpalali. Miały miejsce liczne gwałty na kobietach.
Po upadku Powiśla Niemcy wśród gwałtów i grabieży zgromadzili zdolną do marszu ludność na placu przy ul. Browarnej. Następnie mieszkańców dzielnicy popędzono przez Ogród Saski do punktu zbornego w kościele św. Wojciecha na Woli, a stamtąd odwieziono do obozu przejściowego w Pruszkowie. Z tłumu ludności cywilnej Niemcy starali się wyłowić ukrytych powstańców. Mężczyźni nie posiadający dokumentów lub podejrzewani o udział w walkach byli rozstrzeliwani. Mordowano także osoby chore i zniedołężniałe, niezdolne do pracy i nie będące w stanie znieść trudów podróży do Pruszkowa. W Zakładzie ss. Urszulanek żołnierze niemieccy zamordowali i spalili 3-4 chore osoby, nie zezwalając wcześniej na ich ewakuację (3 lub 4 września). Z kolei 28 września w schronisku dla sparaliżowanych przy ul. Leszczyńskiej 7 Niemcy zamordowali troje starców (w tym dwie kobiety) oraz dwie opiekujące się nimi sanitariuszki.
W swej pracy pt. „Powstanie warszawskie. Zarys działań natury wojskowej” pułkownik Adam Borkiewicz podawał, że 5 września 1944 wśród zabudowań ul. Leszczyńskiej esesmani z pułku Dirlewangera osaczyli, a następnie rozstrzelali 152 żołnierzy z 4. kompanii Zgrupowania AK „Krybar”, dowodzonej przez porucznika Mariana Malinowskiego ps. „Pobóg”. Borkiewicz powoływał się przy tym na raport dzienny niemieckiej Grupy Armii „Środek”, w którym informowano o zlikwidowaniu „152 bandytów na jednym z dziedzińców przez 2 strzelców ckm z grupy Dirlewangera”. Owa informacja została później powielona w wielu innych opracowaniach poświęconych powstaniu warszawskiemu. Wersję Borkiewicza podważył jednak Włodzimierz Rosłoniec (1989), który opierając się m.in. na informacjach zawartych w odnalezionym archiwum Zgrupowania „Krybar” wskazał, iż bezpowrotne straty poniesione przez kompanię „Poboga” w dniach 5–6 września 1944 zamknęły się liczbą 35 zabitych i zaginionych. Wysunął stąd wniosek, iż „152 zlikwidowanych bandytów”, o których mowa w raporcie dziennym GA „Środek”, mogło być rozstrzelanymi gdzieś na Powiślu cywilami, których Niemcy fałszywie zaliczyli do grona zabitych powstańców, aby zawyżyć w ten sposób sukcesy pułku Dirlewangera.